# Сент-Мари-ан-Шануа
Сент-Мари́-ан-Шануа́ (фр. Sainte-Marie-en-Chanois) — коммуна во Франции, находится в регионе Франш-Конте. Департамент — Верхняя Сона. Входит в состав кантона Фоконье-э-ла-Мер. Округ коммуны — Люр.
Код INSEE коммуны — 70469.

## География
Коммуна расположена приблизительно в 330 км к востоку от Парижа, в 80 км северо-восточнее Безансона, в 36 км к северо-востоку от Везуля.
На юге коммуны протекает река Брёшен. Около половины территории коммуны покрыто лесами.

## Население
Население коммуны на 2010 год составляло 212 человек.
| 1962 | 1968 | 1975 | 1982 | 1990 | 1999 | 2010 |
| ---- | ---- | ---- | ---- | ---- | ---- | ---- |
| 235  | 256  | 213  | 243  | 225  | 202  | 212  |

## Администрация
| Период | Период | Фамилия       | Партия | Примечания |
| ------ | ------ | ------------- | ------ | ---------- |
| 1995   | 2001   | Ален Боффи    |        |            |
| 2001   | 2014   | Изабель Форме |        |            |

## Экономика
В 2010 году среди 136 человек трудоспособного возраста (15-64 лет) 101 были экономически активными, 35 — неактивными (показатель активности — 74,3 %, в 1999 году было 69,0 %). Из 101 активных жителей работали 92 человека (52 мужчины и 40 женщин), безработных было 9 (4 мужчины и 5 женщин). Среди 35 неактивных 6 человек были учениками или студентами, 18 — пенсионерами, 11 были неактивными по другим причинам.

## Фотогалерея

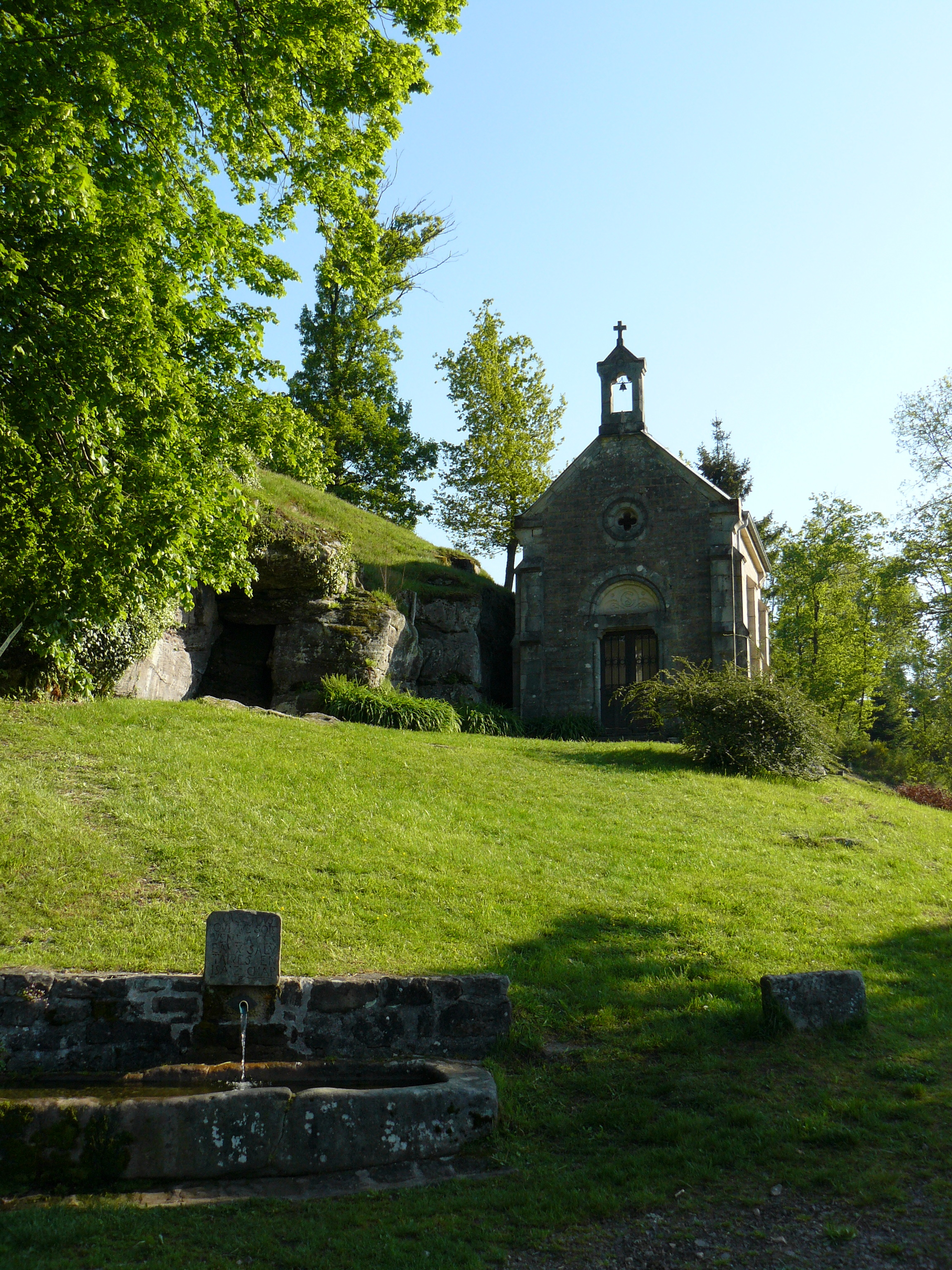
Пещера и часовня Св. Колумбана
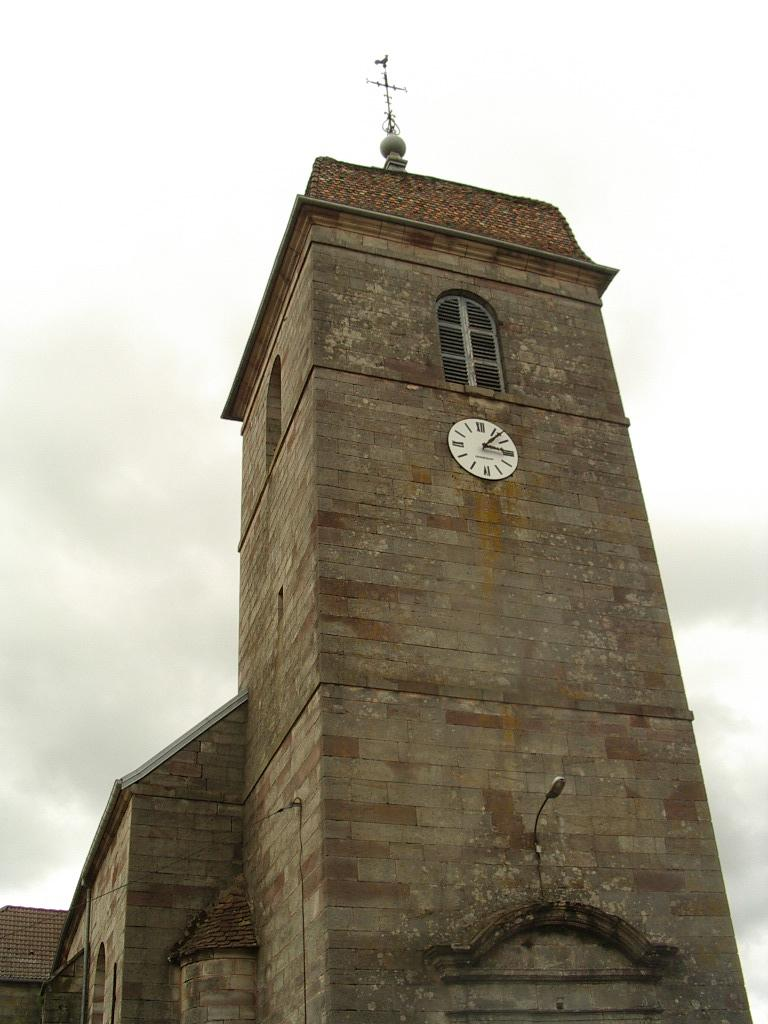
Церковь Св. Марии
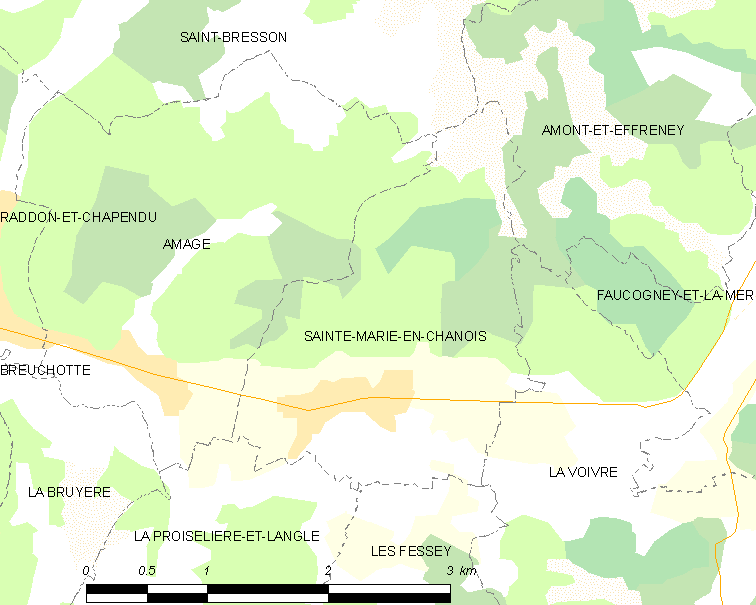
Карта коммуны